# Герасимов, Вадим Викторович
Вадим Викторович Герасимов (род. 15 июня 1969, Нововоронеж, Воронежская область) — советский изобретатель, инженер корпорации Google.

## Биография
Родился 15 июня 1969 года в городе Нововоронеж Воронежской области.
В 1994—2003 работал и учился в MIT Media Lab.
В 16 лет он стал одним из разработчиков знаменитой видеоигры «Тетрис»: он адаптировал оригинальную игру Алексея Пажитнова на архитектуру PC и двумя годами позже добавил в игру некоторые детали.
Окончил МГУ по специальности «математика» в 1992 году и получил степень PhD в MIT в 2003 году.

## Личная жизнь
Имеет три американских патента и более двух десятков публикаций. Провёл год в Японии, девять лет в США.
С 2003 года живёт и работает в Австралии.